# N2- Діаграми

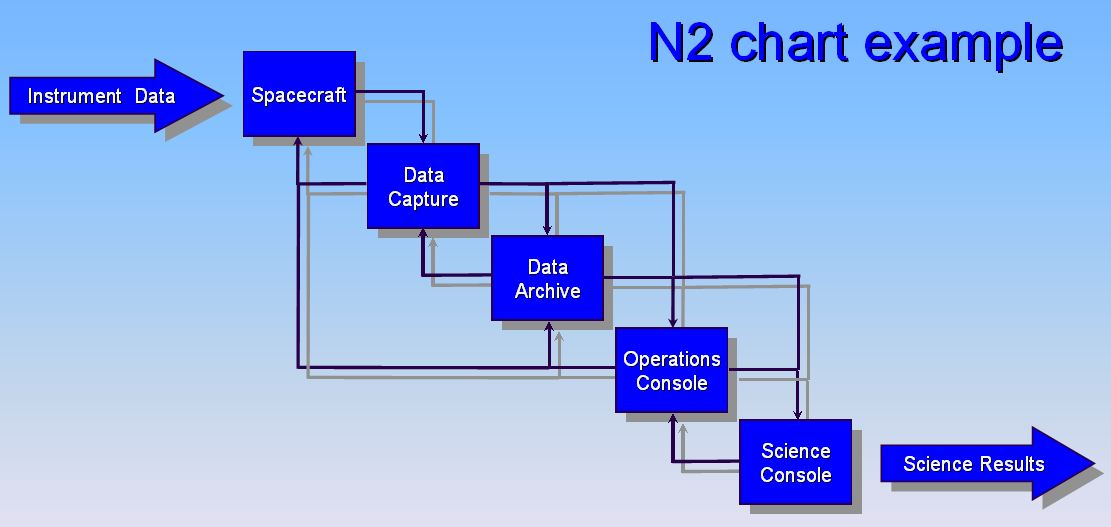
N^{ 2} chart example.

N2 діаграма також згадується як N 2, діаграма, N-квадрат діаграми або N-квадрат діаграми, являє собою діаграму у вигляді матриці, що представляє функціональні або фізичні інтерфейси між елементами системи. Він використовується систематично ідентифікувати, визначити, у вигляді таблиці, дизайн, а також аналізувати функціональні і фізичні інтерфейси. Це відноситься і до системних інтерфейсів і апаратних і / або програмних інтерфейсів..
N-квадрат діаграми був винайдений інженером систем Робертом Ланом, під час роботи в компанії TRW в 1970-х роках і вперше опублікована в TRW внутрішній звіт 1977.

## Огляд
Діаграма N2 широко використовується для розробки інтерфейсів передачі даних, в першу чергу в галузі програмного забезпечення. Тим не менш, він також може бути використаний для розробки апаратних інтерфейсів. Базова діаграма N2 показана на малюнку 2. Функції системи розташовані по діагоналі; інша частина квадратів в матриці N × N є входи і виходи інтерфейсу.
Де бланк з'являється, немає ніякого інтерфейсу між відповідними функціями. Потоки даних в напрямі, що рухається годинникова  стрілка, між функціями (наприклад, символ F1 F2 вказує дані, інші від функції F1, щоб функціонувати F2). Дані, що передаються, можуть бути визначені у відповідних квадратах. Альтернативно, використання кругів і номерів дозволяє окреме внесення в список зв'язувати дані. Потік даних, що рухається за годинниковою стрілкою,  мають петлю зворотного зв'язку, які можуть ілюструвати більший круг, назвавши контрольну петлю. Ототожнення критичної функції також показується у Фігурі 3, де функція F4 має ряд вкладів і виходів до всіх інших функцій у верхньому модулі. Простий потік інтерфейсних даних існує між верхніми і нижніми модулями у функціях F7 і F8. Нижній модуль має складну взаємодію його функцій. N2 діаграма може бути узята внизу в підряд нижчих рівнях до технічного забезпечення і рівнів функціоналу програмного компонента. Діаграми N2 можуть бути прийняті на послідовно нижчих рівнях до функціональних рівнів апаратних засобів і компонентів програмного забезпечення. На додаток до визначення даних, які повинні бути поставлені через інтерфейс,  N2 діаграма може точно визначити області, в яких можуть виникнути конфлікти.

## N2Графіки будівельних блоків

### Кількість суб'єктів
N2 це діаграма  в якій показується  число об'єктів,а також для чого вони застосовуються . Ця матриця × N N вимагає, щоб користувач робив повні визначення усіх інтерфейсів в жорсткому направленні і  фіксованій структурі. Користувач розміщує функціональних або фізичних осіб на діагональній осі і інтерфейсних входах і виходах в залишку графічних квадратів. Порожній стовпчик вказує, що немає ніякого інтерфейсу між відповідними об'єктами. Потоки даних за годинниковою стрілкою між об'єктами тобто, символ F1 → F2, у Фігурі 4, вказує дані, інші від функції F1.
Діаграма повна, коли користувачем був порівнянний кожен об'єкт відповідно до всіх інших об'єктах. N2 діаграма має бути використана в кожному підрядковому рівні розкладання об'єкту. Фігура 1 ілюструє спрямований потік інтерфейсів між об'єктами в межах N2 діаграми. (В цьому випадку, об'єкти - функціонують.)

### Функції по діагоналі

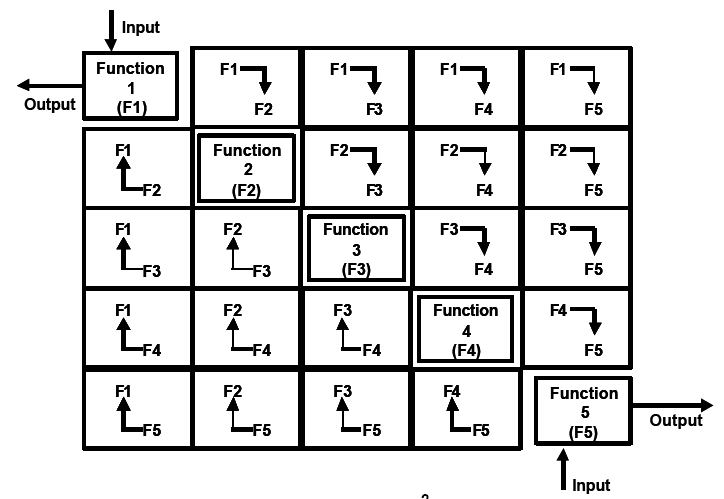
Схема 4. N^{2} Діаграми.

У прикладі праворуч, N дорівнює 5.Отже є п'ять функцій по діагоналі. Стрілки показують потік даних між функціями. Таким чином, якщо функція 1 посилає дані функції 2,то елементи даних будуть поміщені в поле праворуч від функції 1. Якщо функція 1 цієї статті не передає дані в будь-який з інших функцій, інші бокси праворуч від функції 1 будуть порожніми. Якщо функція 2 передає дані функції 3 і функції 5, то елементи даних будуть розміщені в першому і третьому квадратах праворуч від функції 2. Якщо будь-яка функція посилає дані назад до попередньої функції, то асоційоване поле зліва функції буде мати елементи даних, розміщені в ньому. Квадрати по обидві сторони від діагоналі (а не тільки сусідні клітини) заповнюються з відповідними даними, щоб зобразити потік між функціями. Якщо немає інтерфейсу між двома функціями, квадрат, який являє собою інтерфейс між цими двома функціями залишається порожнім. Фізичні інтерфейси будуть оброблятися таким же чином, з фізичними особами по діагоналі, а не функціональних об'єктів.

### Контекстні та адміністративні дані
Кожна діаграма N2 повинна містити як мінімум такі контекстні та адміністративні дані:
Дата створення діаграми

Назва інженера, організації або робочої групи, яка створила схему

Унікальність десяткового розмежовання кількості функціональних або фізичних осіб, що розташовуються схематично

Унікальне ім'я для функціональної або фізичної особи

N2 діаграми є цінним інструментом не тільки для виявлення функціональних або фізичних інтерфейсів, а й для визначення областей, в яких можуть виникнути конфлікти з інтерфейсами так, що системна інтеграція протікає гладко й ефективно.
На малюнку 4 представлено інформацію в N2 схемі, яка доповнює функціональну блок-схему алгоритму. Зверніть увагу на те, що на цій ілюстрації, немає елементів даних або тригерів. На малюнку показаний контекст між функціями на різних рівнях моделі.

## Приклад
На малюнку 5 показаний приклад появи на діаграмі, коли клітини заповнені даними.

## Дивись також
- Функціональна блочна діаграма
- Архітектура системи